# Chops de l'Iowa
Les Chops de l'Iowa sont une franchise professionnelle de hockey sur glace de la Ligue américaine de hockey en Amérique du Nord. Ils faisaient partie de la division Ouest dans l'association de l'Ouest.

## Histoire

Logo des Stars.

Les Stars de l'Iowa sont fondés par Howard Baldwin et Bob Schlegel et effectuent leur première saison en LAH en 2005. L'équipe est issue de l'ancienne franchise des Panthers de Louisville dont les activités sont suspendues depuis la fin de la saison 2000-2001. Lors de cette saison inaugurale, ils atteignent le 1er tour des séries éliminatoires où ils sont éliminés par les Admirals de Milwaukee.
L'équipe n'a aucun lien avec l'ancienne équipe des Stars de l'Iowa qui évolue en 1969-1970 à Waterloo dans l'ancienne Ligue centrale de hockey.
À la fin de la saison 2007-2008, la franchise annonce qu'elle met un terme à son affiliation avec les Stars de Dallas de la Ligue nationale de hockey. Les Chops de l'Iowa sont affiliés aux Ducks d'Anaheim le 9 juillet 2008.
Un an plus tard, les Chops sont suspendus le 7 juillet 2009 par la LAH en raison de violation de certains règlements de la ligue. Les propriétaires des Stars du Texas décident alors de récupérer la franchise et la déplacent à Cedar Park. Ils disputent leur première saison en 2009-2010. Ils la rachètent définitivement en mai 2010 conformément aux exigences de la ligue.

## Statistiques
| Saison    | PJ | V  | D  | N | DP | DTB | BP  | BC  | Pts | Classement         | Séries éliminatoires | Nom             |
| --------- | -- | -- | -- | - | -- | --- | --- | --- | --- | ------------------ | -------------------- | --------------- |
| 2005-2006 | 80 | 41 | 31 | - | 1  | 7   | 238 | 228 | 90  | 4e, Ouest          | Éliminés au 1er tour | Stars de l'Iowa |
| 2006-2007 | 80 | 42 | 34 | - | 3  | 1   | 221 | 231 | 88  | 4e, Ouest          | Éliminés au 2e tour  | Stars de l'Iowa |
| 2007-2008 | 80 | 35 | 37 | - | 5  | 3   | 217 | 255 | 78  | Derniers, Ouest    | Non qualifiés        | Stars de l'Iowa |
| 2008-2009 | 80 | 33 | 33 | - | 4  | 10  | 209 | 260 | 80  | 7e, division Ouest | Non qualifiés        | Chops de l'Iowa |

## Entraîneurs
- Dave Allison (depuis 2005)

## Capitaines
- Toby Petersen (2007-2008)

## Records d'équipe

### En un match
- Buts : 4 Vojtech Polak (2006-07)

### En une saison
- Buts : 35 Loui Eriksson (2005-2006)
- Aides : 47 Toby Petersen (2005-2006)
- Points : 73 Toby Petersen (2005-2006)
- Minutes de pénalité : 129 Krys Barch (2005-2006)
- Buts encaissés par partie : 2,5 Mike Smith (2005-2006)
- % Arrêt : 91,7 % Mike Smith (2005-2006)

### En carrière
- Buts : 35 Loui Eriksson
- Aides : 47 Toby Petersen
- Points : 73 Toby Petersen
- Minutes de pénalité : 129 Krys Barch
- Victoires de gardien : 25 Mike Smith
- Blanchissages : 3 Mike Smith
- Nombre de parties : 79 Toby Petersen